# Florent Boudié

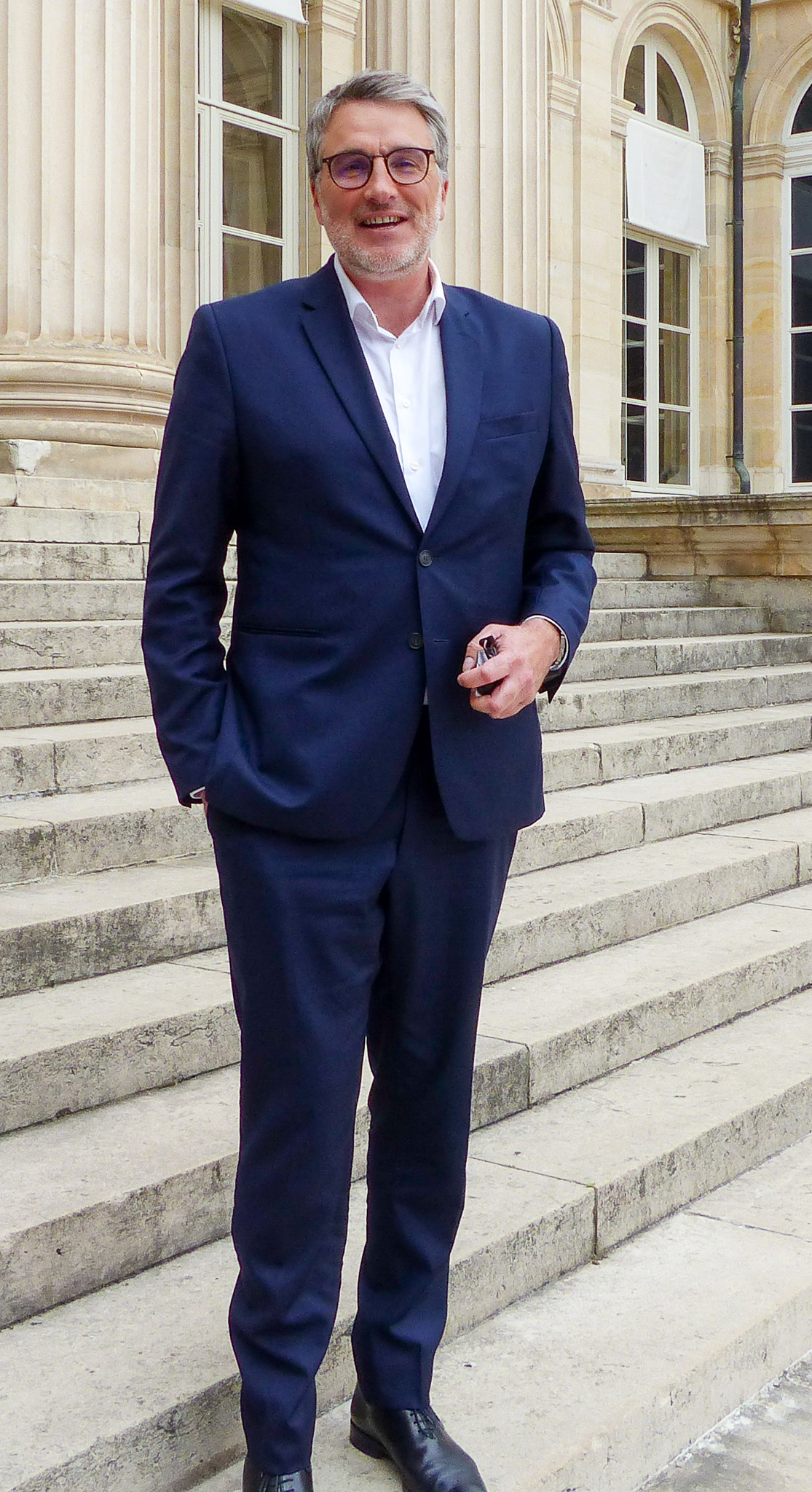
Florent Boudié, 2024

Florent Boudié (* 22. September 1973 in Sainte-Foy-la-Grande) ist ein französischer Politiker. Er ist seit 2012 Abgeordneter der Nationalversammlung.
Boudié begann bereits als 17-Jähriger mit dem Studium am Institut d’études politiques de Bordeaux. Nach Abschluss seines Studiums lehrte er an der Université Panthéon-Assas sowie an der Universität Montesquieu Bordeaux IV öffentliches Recht. Ab 2003 war er für Alain Rousset, den damaligen Präsidenten des Generalrats des Départements Gironde, als Berater tätig. 2007 begann er mit der Beratung von Gilbert Mitterrand, dem Sohn des ehemaligen Präsidenten François Mitterrand. Im folgenden Jahr zog er in den Gemeinderat von Pineuilh ein. Bei den Parlamentswahlen 2012 wurde er im zehnten Wahlkreis des Départements Gironde für die Parti socialiste in die Nationalversammlung gewählt. Nachdem er sich der Partei La République en Marche angeschlossen hatte, wurde er im selben Wahlkreis am 18. Juni 2017 erneut in die Nationalversammlung gewählt.
Boudié ist im Gesetzgebungsausschuss tätig, er war Berichterstatter für das Parlament zu einem Gesetz von 2018, dass Fragen zu Asyl und Einwanderung regelte.
Anfang 2018 etablierte Boudié eine inoffizielle Gruppe von Parlamentariern  zum Thema  Islam, um den Gesetzesvorschlag der Regierung für eine bessere Organisation und Überwachung der Finanzierung der islamischen Religionsausübung in Frankreich zu unterstützen.